# Toxic Holocaust
I Toxic Holocaust sono una band thrash metal statunitense originaria di Portland, Oregon. Nel 2008 hanno firmato per la casa discografica Relapse Records. Il loro suono è definibile thrash metal/punk metal molto crudo e rapido con caratteristiche vocali riprese dal black metal.

## Storia del gruppo
La band viene formata nel 1999 dal cantante/chitarrista Joel Grind. Prima di fondare i Toxic Holocaust, Joel Grind aveva suonato in altre due band a tempo pieno: i Grave Mistake, una band horrorcore/death punk del Maryland, e i The Rapists, una band hardcore punk fortemente influenzata da Discharge e GBH. All'inizio era una one-man band in cui Joel suonava tutti gli strumenti e per i live venivano assunti turnisti. Gran parte del materiale prima del terzo album An Overdose of Death... veniva registrato nella camera da letto di Grind.

## Formazione

### Formazione attuale
- Joel Grind – voce, chitarra (1999-presente), basso, batteria (1999-2008)
- Phil Zeller – basso (2008-presente)
- Nick Bellmore – batteria (2009-presente)

### Ex componenti
- Donny Paycheck – batteria
- Al Positions – batteria (2008-2009)
- Paul Barke – chitarra solista (2008)

## Discografia

### Album in studio
- 2003 – Evil Never Dies
- 2005 – Hell on Earth
- 2008 – An Overdose of Death...
- 2011 – Conjure and Command
- 2013 – Chemistry of Counsciousness
- 2019 – Primal Future: 2019

### Album dal vivo
- 2007 – Only Deaf is Real

### Raccolte
- 2004 – Toxic Thrash Metal

### EP
- 2006 – Reaper's Grave

### Split
- 2001 – Toxic Holocaust/Oprichniki
- 2002 – Implements of Mass Destruction / Nuclear Apocalypse:666
- 2004 – Outbreak of Evil
- 2004 – Thrashbeast From Hell
- 2005 – Blasphemy, Mayhem, War
- 2006 – Don't Burn the Witch...
- 2008 – HRPS Vol.1
- 2008 – Speed n' Spikes Volume 1
- 2012 – Toxic Waste, insieme ai Municipal Waste